# SMS Lützow
SMS Lützow var en tysk slagkryssare i Kaiserliche Marine under första världskriget. Hon var namngiven efter den preussiske generalen Ludwig Adolf Wilhelm von Lützow som stred i Napoleonkrigen. Lützow gick under i samband med Skagerrakslaget 1916.